# Scarborough, Maine

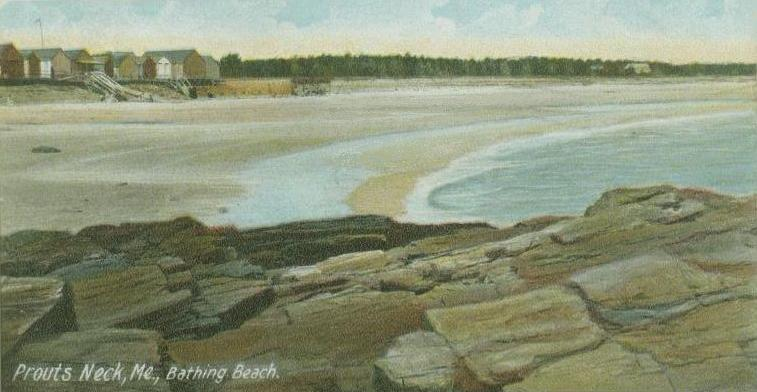
Prouts Neck

Scarborough är en kommun (town) i Cumberland County, Maine, USA med cirka 16 970 invånare (2000). Staden ligger cirka 10 km söder om countyts huvudort och Maines största stad Portland.